# 法马尔斯战役
法马尔斯战役（法語：Bataille de Famars）爆發於1793年5月23日，由約克公爵的聯軍對抗弗朗索瓦·约瑟夫·德鲁奥·德·拉马什元帅的法軍。戰役爆發地點位於法國北部的法马尔斯，最後由聯軍獲勝。